# Mezinárodní katolická federace tělesné a sportovní výchovy
Mezinárodní katolická federace tělesné a sportovní výchovy (francouzsky Fédération internationale catholique d'éducation physique et sportive, zkratka FICEP) je mezinárodní nevládní organizace, která řídí všechny katolické sportovní kluby. Byla založena mezi roky 1906 a 1911 jako Union Internationale des Oeuvres Catholiques d'Education Physique (Mezinárodní sdružení pro katolickou výchovnou sportovní činnost) pod patronátem Italské federace CSI (FASCI), belgické federace FBCG a francouzské FSCF. Přes pokusy rozšířit po 2. světové válce její geografickou působnost se federace omezuje převážně na Evropu.

## Popis
Současný název Federace platí od roku 1947. Její sídlo je v Paříži a administrativní kancelář ve Vídni. Rozhodovacím orgánem FICEP je valné shromáždění. Každé dva roky, vždy v týdnu po Velikonocích, pořádává FICEP svůj kongres, jehož základem je valná hromada. Během kongresu se koná zasedání Komise v oblasti sportu, mládeže a pastorace.
FICEP je založena na etických hodnotách křesťanství a podporuje křesťanský pohled na člověka ve sportu a ve společnosti. Sport vnímá jako prostředek pro rozvoj každého člověka a jeho fyzické, psychické, sociální, morální a kulturní stránky na základě poselství evangelia. Snaží se zprostředkovat sportovní hodnoty, jako je spravedlnost, tolerance, láska a úcta k životu. Podporuje v tomto smyslu mladé lidi a nabízí jim možnost zapojit se do sportovních projektů na mezinárodní úrovni a pracovat společně pro rozvoj mezinárodních vztahů v globalizovaném světě.
Jako mezinárodní federace FICEP sleduje vývoj v Evropě i po celém světě a je otevřená všem kulturám a národům. Staví se do role obhájce lidí ve sportovním světě bez ohledu na dovednosti, věk, zdravotní stav, rasu nebo barvu pleti a podává tak důkaz o přítomnosti křesťanství a církve v dnešním světě.

## Členské státy
Počátkem roku 2011 tvořily FICEP organizace 13 členských zemí. Jsou to:
- Německo: Deutsche Jugend Kraft (DJK)
- Rakousko: Sportunion
- Belgie: Gym & Dans
- Česko: Orel
- Kamerun: Centre Sportif Camerounais – CSC
- Francie: Fédération sportive et culturelle de France (FSCF)
- Itálie: Centro Sportivo Italiano (CSI)
- Madagaskar: Madagaskar Fitaizana ny Herin'ny zatovo malagasy – FIHEZAMA
- Nizozemsko: Thomas van Aquino – TVA
- Polsko: Katolickie Stowarzyszenie Sportowe Rzeczpospolitej Polskiej – KSS RP
- Rumunsko: Clubul Sportiv Roman – CSR, přidružený člen FICEP
- Slovensko: OROL
- Švýcarsko: Swiss Athletic Union